# Branko Pešić (Architekt)

Branko Pešićs in seinem Planungsbüro mit seinem Arbeitsmodell der Kirche des Heiligen Sava

Die beiden miteinander nicht verwandten Branko Pešićs der 1960er und 1970er Jahre in Belgrad. Der Bürgermeister Pešić in der Mitte besucht den Architekten Pešić auf der Baustelle der Beograđanka

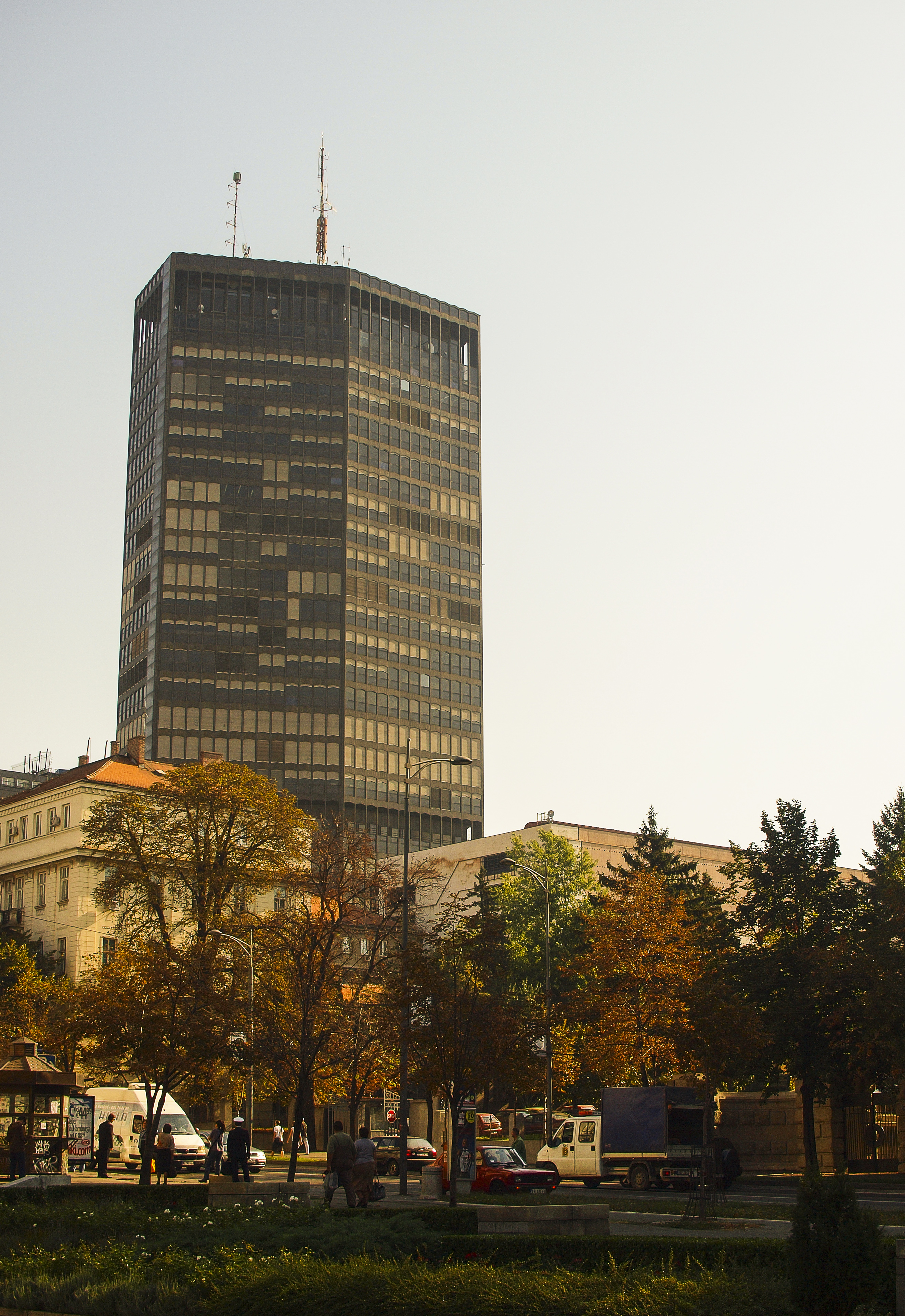
Beograđanka, 1969–74

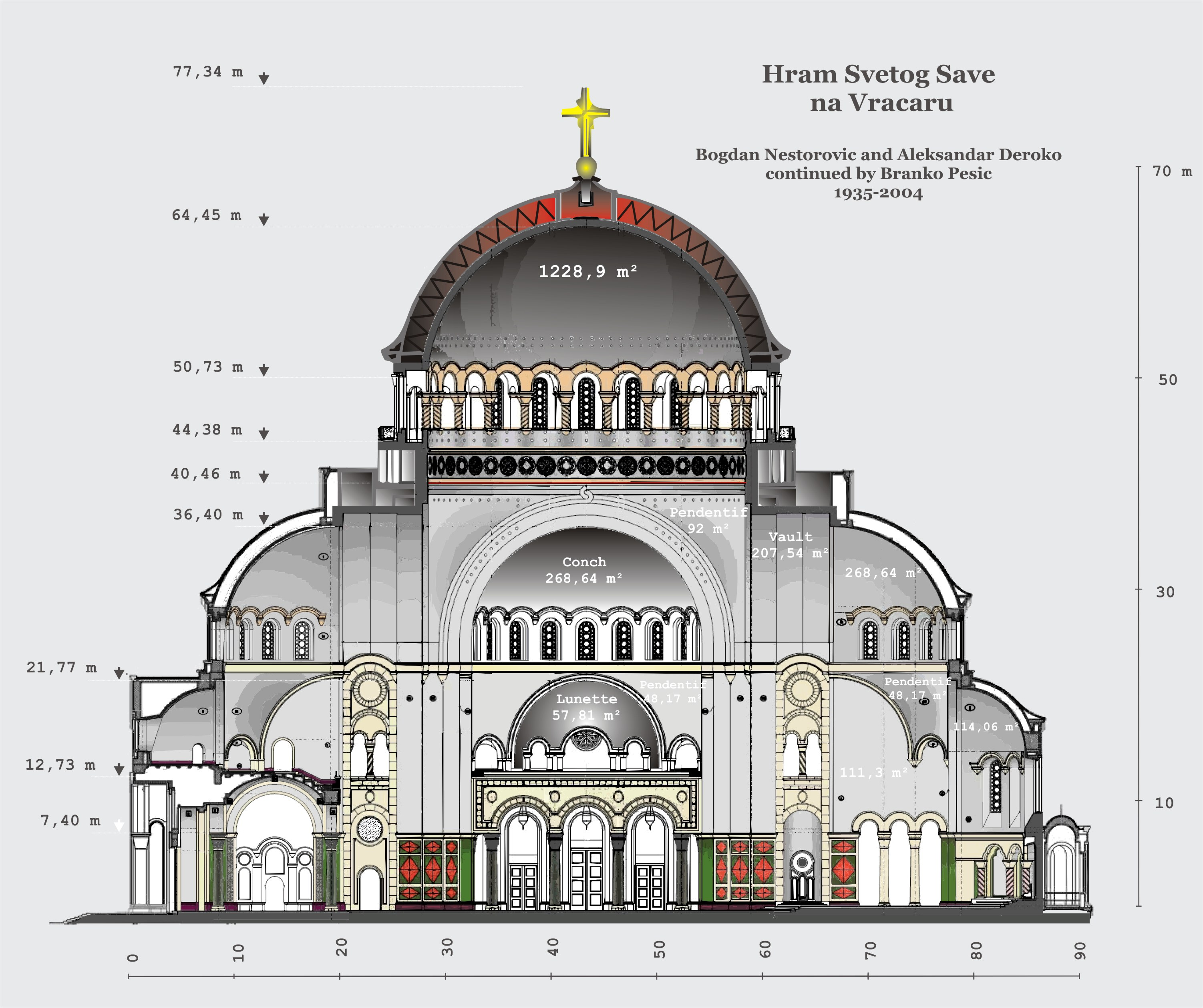
Pešić überarbeitete im Dom des hl. Sava einen Plan Nestorović/Derokos. 1926-2018.

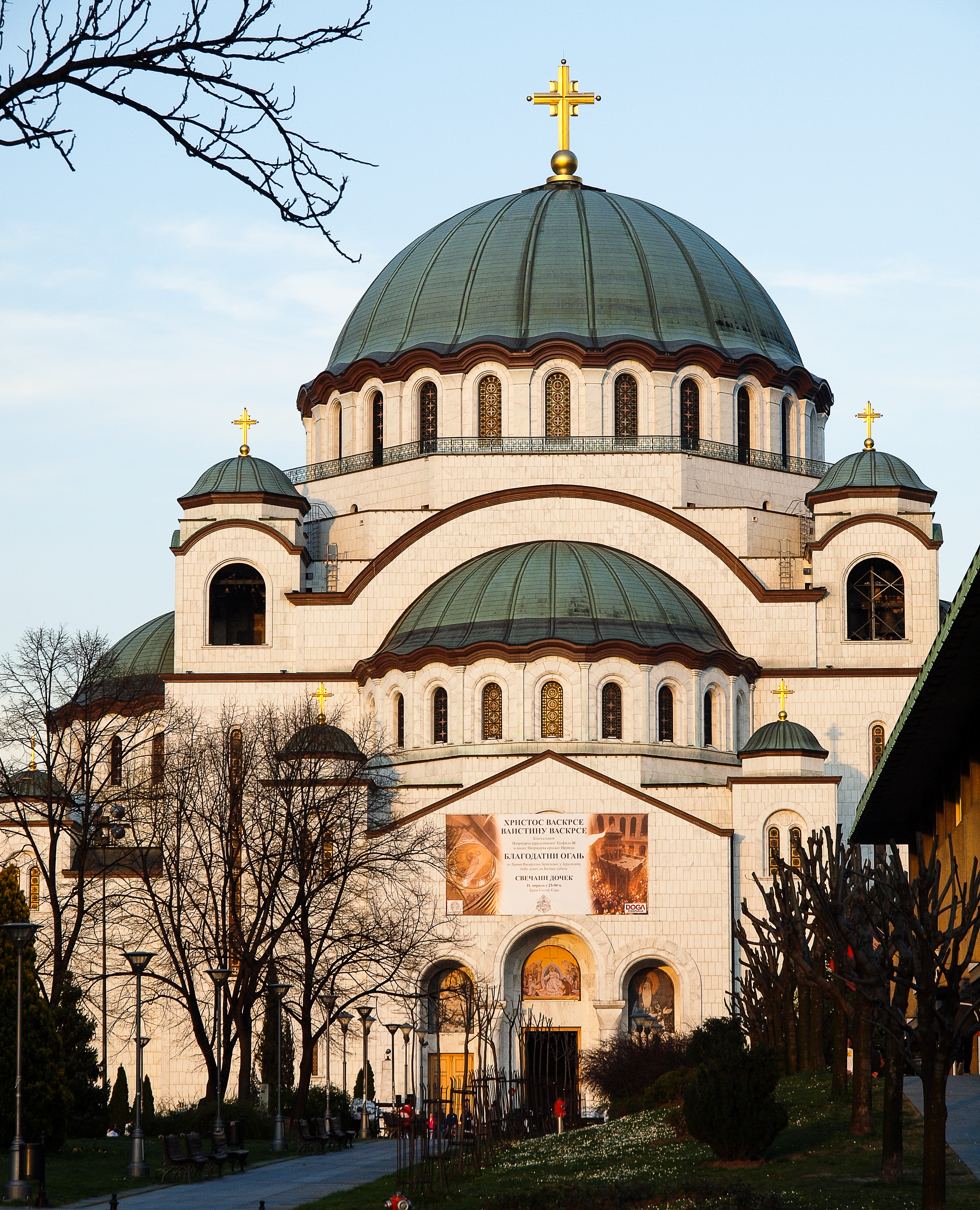
Dom des Heiligen Sava (Храм светог Саве/Hram svetog Save), 1935–2004

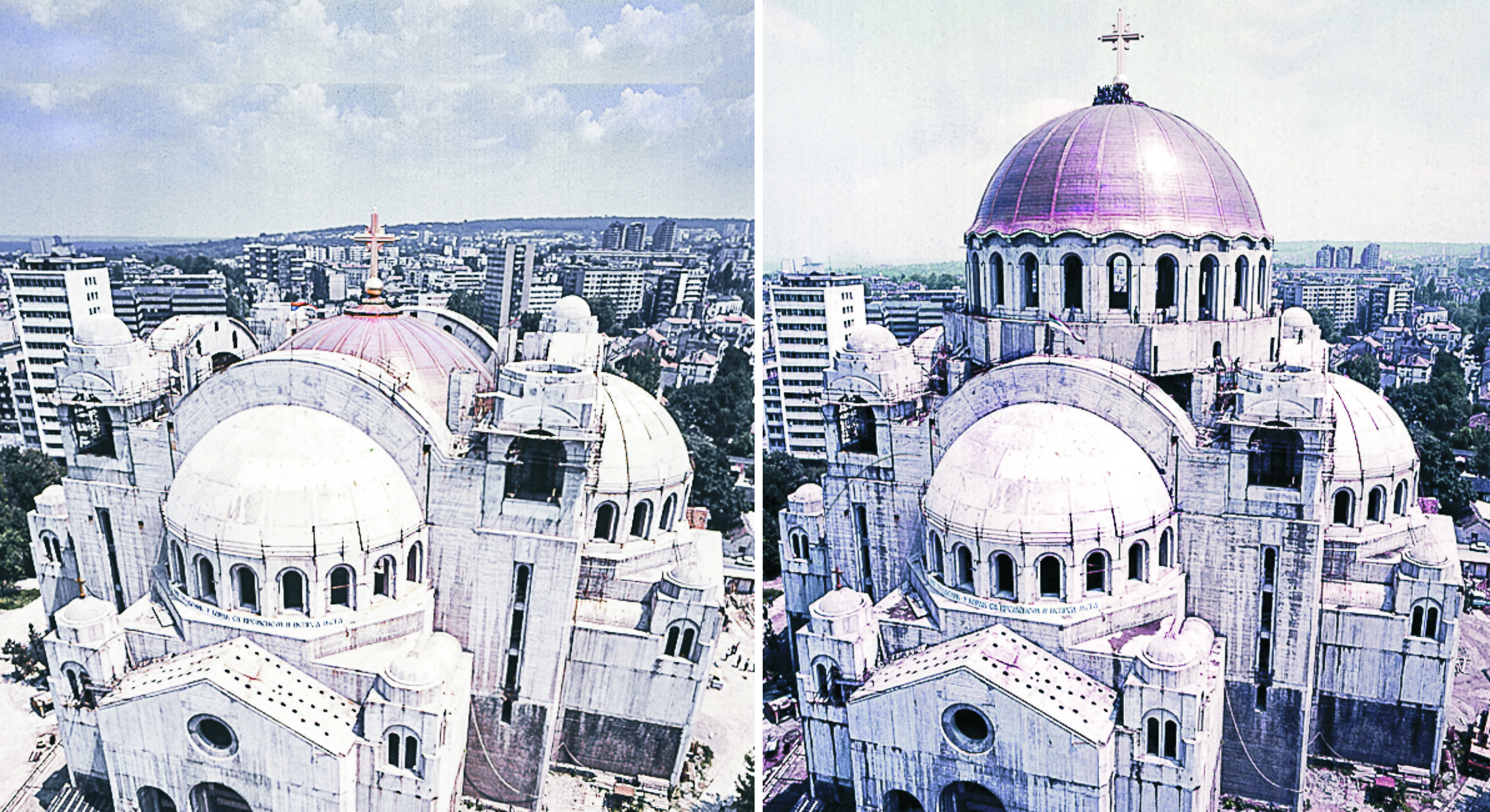
Pešić plante den Dom des Heiligen Sava trotz komplexer Geometrien ausschließlich aus Hohlschalen und Stahlbeton. Zweifellos bildete die Hebung der 4000 Tonnen schweren und Außen 39,5 m messenden Kuppel den spektakulärsten Bauabschnitt

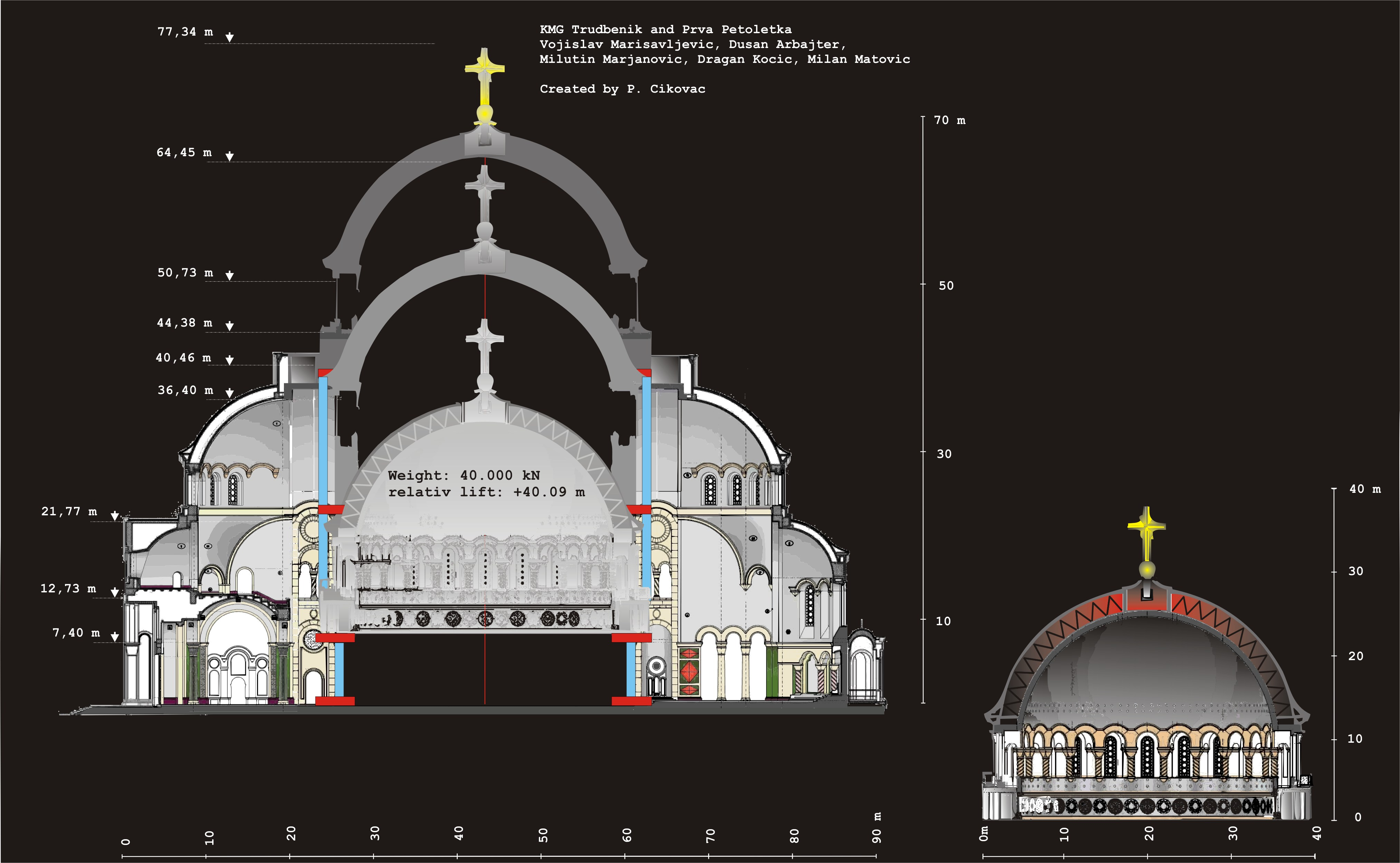
Schema der Lift-Slab Anlage für die „Trudbenik“ verantwortlich war.

Branko Pešić (* 1921 in Zemun; † 4. Oktober 2006 in Linjano) war ein jugoslawisch-serbischer Architekt und Hochschullehrer. Er ist bekannt als Autor der Beograđanka, das auf dem „Belgrader Kamm“ ein dominantes Motiv der visuellen Präsentation Belgrads ist. Er wird daneben insbesondere mit der Wiederaufnahme der Arbeiten für die Fertigstellung des Doms des Heiligen Sava verbunden, für die er als hauptverantwortlicher Architekt von 1984 bis 2002 tätig blieb. Für die komplexe Geometrie des Neobyzantinischen Bauwerkes in Anlehnung an Form und Gestalt der Hagia Sophia, suchte Pešić nach modernen bautechnischen Lösungen, indem er es gänzlich aus Stahlbeton konstruierte, ohne dass es die Identität als Orthodoxe Kirche verlor. Pešićs Ruhm als Konstrukteur untermauerte die Hebung der 4000 Tonnen schweren, 30,5 m Durchmesser messenden Kuppel, die am Boden entstand und per Lift-Slab Anlage in 40, respektive 77 m Höhe geschoben wurde.

## Leben

### Kindheit und Jugend
Pešićs Vater war im Ersten Weltkrieg serbischer Offizier an der Salonikifront, seine Mutter lebte in der Zeit in Italien. Die Eltern waren während des Krieges durch eine Brieffreundschaft verbunden. Als Pešićs Mutter als Weise nach Belgrad zurückkehrte, lernte sie erst dort ihren zukünftigen Ehemann wirklich kennen. Branko wurde 1921 in Zemun geboren, wo er bis zum fünften Lebensjahr verblieb. Die Familie zog danach nach Belgrad in die Strahinjića Bana ul. 73 in Dorćol, wo er bis zum Ende seiner Grundschulzeit verblieb (achtjährige Osnovna škola). Er wechselte an das 2. Männergymnasium, einem der renommiertesten Belgrader Gymnasien und wurde Mitglied der Sokol-Vereinigung.
Dass er Architekt werden sollte, war Wunsch seiner Mutter, die den sechzehnjährigen nach Venedig mitnahm. Zusammen reisten sie über einen Monat durch Italien, wo Branko erste Zeichnungen von Fassaden fertigte. Im darauf folgenden Jahr wurde er von den Eltern nach München geschickt, wo er sich an der Technischen Universität hätte einschreiben sollen. Seine Mutter, die aus Petrinja stammte, sprach gut Deutsch und erhielt von dort regelmäßig Bücher. Obwohl Adolf Hitler regierte, war Branko ohne Vorbehalte. In München wohnte er bei der Witwe Frau Langner. Neben beiden Söhnen wohnten hier noch zwei Untermieter, ein Amerikaner und ein Ungar. Da der spätere Nobelpreisträger Ivo Andrić damals Generalkonsul des Königreichs Jugoslawien in Berlin war, baten die Eltern Branko, sich in Notfällen bei „čika“ Iva, Ivo war Freund der Familie, zu melden. Nachdem am 1. September 1939 der Weltkrieg ausbrach, war diese Situation eingetreten und er kontaktierte Andrić, der ihm riet, entweder nach Berlin oder Jugoslawien zu fahren. Branko entschied nach Belgrad zurückzukehren. In München hatte er noch Zeichnungen und Studien angefertigt. In Belgrad immatrikulierte er sich jetzt an der Technischen Universität. Er studierte dort bis zum 6. April 1941.

### Zweiter Weltkrieg
Sein Vater wurde 1941 als Reserveoffizier mobilisiert und auf dem Beobachtungsposten der Zvezdara abkommandiert. Frühmorgens am 6. April 1941 teilte der Vater der Familie, die jetzt am Bulevar Kralja Aleksandra in Nähe der Fakultät wohnte, mit, das Deutschland Jugoslawien angegriffen hatte. Die Kriegstage verbrachte Branko mit dem Vater auf der Zvezdara, wo sie die Deutschen Flugzeuge beobachteten. Das Haus der Pešićs war durch die Bombenangriffe beschädigt und er zog mit der Mutter zurück nach Zemun. Der Vater war mit Regierung und Armeeführung nach Montenegro evakuiert worden. Während der Okkupation übte sich Branko in Aquarell-Malerei. Es entstanden Zeichnungen der Ruinen Belgrads. Die Mutter hatte in der Zeit kaum Geld und hielt sich mit Verkauf von Gegenständen, darunter auch den Zeichnungen Brankos über Wasser.
Branko wollte im Krieg noch Pilot der Volksbefreiungsarmee (NOB) werden, wurde aber von den Jugoslawischen Partisanen, nachdem diese erfuhren, dass er Architektur studierte, für Bau und Entwicklung von Flugfeldern bestimmt.

### Professioneller Werdegang
Nach dem Krieg setzte er das unterbrochene Studium fort. Er beendete die Fakultät 1947 in kürzester Zeit mit Bestnote. Von fünf Arbeitsangeboten entschied er sich am Aufbau Novi Beograds teilzunehmen, wo er im Team der einzige blieb, der es ablehnte der KPJ beizutreten. 1951 bewarb sich Pešić als Assistent an der Hochschule für Bauingenieurswesen, und wurde gleich angenommen.

## Werk

### Palata Beograda
Pešić bekam den Zuschlag zum Bau des damals Palata Beograda genannten Beograđanka als jüngster aller teilnehmenden Architekten. Das Gebäude wurde nach nur dreieinhalb Jahren im engeren Stadtzentrum vollendet. Für die programmatische Fassade wurde eloxiertes Aluminium eingesetzt, wie analog für zwei zeitgleich entstandene bekannte Hochhäuser: dem Tour Montparnasse in Paris und dem Sears Tower in Chicago. Pešićs Hochhaus bleibt zwar kleiner hat aber unter den drei ähnlich aussehenden Gebäuden dieser Epoche die hellste Fassade. Es ist ein Symbol der Skyline Belgrads.

### Weiterbau am Dom des Heiligen Sava
Einen besonderen Einschnitt bildete der Weiterbau am Dom des Heiligen Sava in Belgrad. Dieser war ein symbolträchtiger Akt, der die repressive Politik des Einparteiensystems, die systematisch alle religiösen Bauvorhaben der Serbisch-Orthodoxen Kirche zwischen 1945 und 1985 verhinderte, beendete. Die Kommunistische Führung Jugoslawiens hatte insbesondere das religiöse Leben der Serbisch-Orthodoxen Kirche behindert, da es den Einfluss der Orthodoxen Kirche auf die Gläubigen fürchtete. Jegliche nationalen Gefühle der Serben wurden als Gefahr angesehen und riefen bei kommunistischen Ideologen Angst hervor, insbesondere als sie am Absteigen waren. In der Zeit entstanden nur in größeren Zentren der serbischen Diaspora in den Vereinigten Staaten, Kanada und Australien größere Kirchenbauten. Von größter Bedeutung war der Tod des einstigen langjährigen kommunistischen Diktators Josip Broz Tito 1980, der ein Bröckeln der bürokratischen Disziplin der Kommunisten sowie Erscheinungen eines pluralistischen politischen Systems einleitete. Eine völlig unerwartete Wendung bildete die Erlaubnis zum Weiterbau des Doms des Heiligen Sava, die am 19. Juni 1984 nach 88 vorhergehenden offiziellen Gesuchen des Patriarchen German gegenüber der Staatsführung, schließlich genehmigt wurde. Das Projekt war somit von höchster symbolischer Bedeutung. Da die Kirche ebenfalls auf einem weit sichtbaren Plateau am Vračar-Hügel steht, stellt das Bauwerk ein dominantes Motiv der visuellen Präsentation der Stadt. Von technischer Seite und von Performance-Gesichtspunkten ist die Kirche eine komplexe Mega-Konstruktion, wogegen sie symbolisch ein spirituelles und kulturelles Zentrum der Serbischen Nation wie Bastion der jahrhundertelangen Byzantinischen Bautradition, wie sowohl der modernen, als auch retrospektiv gerichteten nationalen Kultur, ist.
Der Serbisch-Orthodoxe Patriarch German bestellte Branko Pešić 1984 als Schüler des ersten Architekten Bogdan Nestorović völlig überraschend zum Architekten im Weiterbau. Das Gebäude wurde sein praktisches Lebenswerk und war auch dessen Spätwerk. Aufgrund der im Zweiten Weltkrieg verloren gegangenen Pläne zur Konstruktion musste er diese neu planen sowie alle statischen Berechnungen neu erstellen. Zwar hielt er sich durch die Vorgabe der 1941 bis 13 m Höhe gebauten Ziegel-Wände an Grundriss und Silhouette, änderte aber von konstruktiver Seite das meiste ab. Pešić übernahm ein Projekt, das seine beiden Vorgänger Bogdan Nestorović und Aleksandar Deroko 1935 als Synthese der Konstantinopoler Hagia Sophia und nationaler Kirchenbauten des 13. Jahrhunderts begonnen hatten. Pešić hatte sich entschieden die Kirche als Stahlbeton-Konstruktion weiterzuführen, indem er die vorher errichteten Ziegelsteinmauern neutralisierte und sie durch moderne, flach profilierter Fassaden mit weißem Marmor überzog. Indem er die authentische serbisch-byzantinische Form beibehielt, führte er eine moderne Behandlung von Fassaden und Volumen ein, die trotzdem die Identität einer Orthodoxen Kirche erhielt.
Adaption und Ausführung der Kuppel plante Pešić in Doppelschalenkonstruktion mit Stahlbetongitter und auswärtiger Galerie. Alle Wände ließ er als Stahlbeton-Holhkammern errichten. Diese konstruktive Neuerung in einem Gebäude komplexer Geometrien ließ sich nur aus präfabrizierten Montageelementen erreichen, wodurch Bauteile komplexer dreidimensionaler Formung zuerst durch Aufteilung in linearisierte Elemente vereinfacht und in situ zu dreidimensionalen Formen gefügt wurden. Regelrecht revolutionär war der Bau der großen Kuppel. Die von den Dimensionen der Hagia Sophia nachgebildete Kuppel wurde am Boden aus Stahlbeton gefertigt und durch eine Lift-Slab Anlage auf 40 m Höhe geschoben. Das Ereignis hatte große mediale Wirkung und sorgte für den bleibenden Ruhm Pešićs als Bauingenieur. Es sorgte jedoch auch nachfolgend für heftige Anfeindungen einiger Kollegen, die ihm die persönliche Leistung missbilligten. Sie wird heute als besondere technische Bravour allgemein anerkannt. Nachdem die Bürgerkriege in Jugoslawien sowie ein UN-Wirtschaftsembargo 1996 einen Weiterbau nicht mehr zuließen, verlor Pešić 2002 mit erneuerter Wiederaufnahme die leitende Funktion als Architekt der Baustelle. Er blieb jedoch noch bis zu seinem Tod in beratender Funktion seines Nachfolgers im Weiterbau tätig.

### Auswahl an Arbeiten
- Beograđanka, 1968–1974
- Dom des Heiligen Sava, 1986–2006
- Kirche der Heiligen Petka, Čukarica 2002